# Margarita Vasiljeva
Margarita Vasiljeva, född 5 juni 1991, är en rysk skidskytt som debuterade i världscupen i december 2018. Hon ingick i det ryska laget i stafett som vann värdscuptävlingen i stafett den 13 januari 2019 i Oberhof i Tyskland.